# زمین‌لرزه ۱۹۵۰ پرو
زمین‌لرزه پرو  در تاریخ ۲۱ مه ۱۹۵۰ میلادی، برابر با ‎۳۱ اردیبهشت ۱۳۲۹، ساعت ۱۸:۳۷:۰۰ به زمان یوتی‌سی در پرو رخ داد. بزرگی آن ۶ در مقیاس ریشتر اعلام شده‌است. زمین‌لرزه به وقت محلی در روز یکشنبه، ساعت ۱۳ روی داده و منطقه زمانی آن یوتی‌سی -۵ بوده‌است .
سازمان زمین‌شناسی آمریکا نیز جای این زمین‌لرزه را در مختصات ۱۳°۳۰′جنوبی ۷۲°۰۰′غربی / ۱۳٫۵°جنوبی ۷۲°غربی و بزرگی آنرا برابر با ۶ در مقیاس ریشتر اعلام کرده‌است. 
شمار کشتگان زلزله حدود ۱۲۰ نفر بوده‌است.تعداد زخمیان ۲۰۰ نفر برآورده شده‌است.